# Juan Carlos Socorro Vera
Juan Carlos Socorro és un exfutbolista canari d'origen veneçolà, nascut a Caracas, el 13 de maig de 1972. Ocupava la posició de migcampista.
Va passar gairebé tota la seua carrera esportiva a les illes Canàries, destacant a la UD Las Palmas, on va ser un dels jugadors més destacats de la dècada dels 90. També va militar a l'Elx CF i al veneçolà ItalChaco.
Va ser internacional amb Veneçuela en cinc ocasions, tot participant en la Copa Amèrica de 1997.